# Smarżynci
Smarżynci (ukr. Смаржинці) – wieś na Ukrainie, w obwodzie winnickim, w rejonie winnickim, w hromadzie Pohrebyszcze. W 2001 liczyła 257 mieszkańców.